# Gonzalo Pineda
Gonzalo Pineda Reyes (Ciudad de México, 19 de octubre de 1982) es un exfutbolista, entrenador y analista de televisión mexicano. Actualmente sin club.
Llegó a ser internacional con la Selección mexicana de fútbol (2004-2008) e integró el plantel que asistió a la Copa Mundial de Fútbol de 2006 en Alemania.

## Futbolista

### UNAM
Debutó con los Pumas de la UNAM en la Primera División de México el 17 de mayo de 2003, enfrentando a Morelia en el Estadio Olímpico Universitario, en partido correspondiente a la Jornada 19 del Clausura 2003; inició como titular, fue sustituido por Hugo García al minuto 83 y los Pumas perdieron 0-1 ante Monarcas.
No registró actividad en el Apertura 2003, pero fue fundamental en el Clausura 2004 y Apertura 2004, cuando los Pumas fueron Bicampeones de la Liga MX al vencer a Club Guadalajara y a los Rayados de Monterrey; además, obtuvo la Copa Campeón de Campeones 2003-04 y el Trofeo Santiago Bernabéu 2004, todos bajo la dirección técnica de Hugo Sánchez. 

### C. D. Guadalajara
En diciembre de 2005 fue transferido a las Chivas Rayadas del Guadalajara.
Con la playera rojiblanca logró conquistar el título del Apertura 2006, esto tras derrotar al Toluca por marcador global de 3-2 (Estadio Jalisco 1-1 y Estadio Nemesio Díez 1-2).

### San Luis FC
Jugó con San Luis FC durante el Bicentenario 2010.

### Cruz Azul
El 24 de mayo de 2010, Alberto Quintano, director deportivo de la Máquina Celeste de Cruz Azul, dio a conocer las incorporaciones de Javier Aquino, Alan Bello, Néstor Araujo, Guillermo Allison, Diego de la Cruz, Martín Galván, Iram Mondragón y Germán Rodríguez, provenientes de fuerzas básicas y de Cruz Azul Hidalgo (Liga de Ascenso de México), así como la contratación de Gonzalo Pineda, para encarar el Apertura 2010.

### Puebla y Querétaro
Entre el 2011 y el 2013, jugó para Club Puebla (2011-2012) y los Gallos Blancos de Querétaro (2012-2013).

### Seattle Sounders
Después de no jugar durante el segundo semestre del 2013, en marzo de 2014 llegó a un acuerdo con Seattle Sounders de la Major League Soccer.
Al finalizar la Temporada 2014, con The Sounders obtuvo los títulos U.S. Open Cup y MLS Supporters' Shield. En los "Play-offs", cayó en la final de conferencia ante Los Angeles Galaxy.
El 7 de enero de 2016 en conferencia de prensa anunció su retiro del fútbol profesional.

## Auxiliar y entrenador
El 20 de enero de 2017, se incorporó al Seattle Sounders como asistente técnico de Brian Schmetzer.

### Atlanta United
El 12 de agosto de 2021, Pineda fue nombrado entrenador de Atlanta United.
Luego de clasificar a los "Play-offs" de la MLS en dos Temporadas, fue relevado de sus funciones en junio de 2024 después de una serie de malos resultados.

### Atlas
El 13 de diciembre de 2024, la directiva de Atlas anunció que sería el nuevo timonel de la institución de cara al Clausura 2025; también se informó que su cuerpo técnico estaría integrado por Diego de la Torre, Omar Flores, Luis Canay (preparador físico) y Luis Valls (entrenador de porteros).
En su primer torneo el equipo rojinegro finalizó en la decimocuarta posición con 18 puntos en 17 juegos, los cuales fueron producto de cuatro victorias, seis empates y siete derrotas. 
El 10 de agosto de 2025 Pineda renunció a su puesto como director técnico del Atlas, luego de tres jornadas disputadas en el torneo de liga, en los que tuvo un balance de una victoria, un empate y una derrota. Por otro lado, Pineda había recibido críticas debido a que el equipo rojinegro tuvo una mala actuación en la Leagues Cup 2025, lo que sumado a un mal partido en el regreso a la actividad regular de la Liga MX, le llevaron a dimitir de su cargo.

## Clubes

### Futbolista
| Club             | País           | Año               |
| ---------------- | -------------- | ----------------- |
| UNAM             | México         | 2002-2005         |
| Club Guadalajara | México         | 2006-2009         |
| Tapatío (Cárnet) | México         | 2008-2009         |
| San Luis FC      | México         | Bicentenario 2010 |
| Cruz Azul        | México         | 2010-2011         |
| Club Puebla      | México         | 2011-2012         |
| Querétaro FC     | México         | 2012-2013         |
| Seattle Sounders | Estados Unidos | 2014-2015         |

#### Estadísticas (Futbolista)
| UNAM · México | 1.ª           | 2003          | 1   | 0  | -  | - | 0  | 0 | 1   | 0  |
| UNAM · México | 1.ª           | 2003-04       | 19  | 0  | -  | - | -  | - | 19  | 0  |
| UNAM · México | 1.ª           | 2004-05       | 29  | 0  | 2  | 0 | -  | - | 31  | 0  |
| UNAM · México | 1.ª           | 2005          | 14  | 1  | -  | - | 6  | 0 | 20  | 1  |
| UNAM · México | Total club    | Total club    | 63  | 1  | 3  | 0 | 6  | 0 | 72  | 1  |
| C. D. Guadalajara · México | 1.ª           | 2006          | 12  | 2  | 3  | 0 | 12 | 0 | 27  | 2  |
| C. D. Guadalajara · México | 1.ª           | 2006-07       | 42  | 0  | -  | - | 6  | 1 | 48  | 1  |
| C. D. Guadalajara · México | 1.ª           | 2007-08       | 31  | 1  | -  | - | 6  | 0 | 37  | 1  |
| C. D. Guadalajara · México | 1.ª           | 2008-09       | 27  | 2  | 2  | 0 | 12 | 2 | 41  | 4  |
| C. D. Guadalajara · México | 1.ª           | 2009          | 16  | 0  | -  | - | -  | - | 16  | 0  |
| C. D. Guadalajara · México | Total club    | Total club    | 128 | 5  | 5  | 0 | 36 | 3 | 169 | 8  |
| San Luis FC · México | 1.ª           | 2010          | 14  | 1  | -  | - | 1  | 0 | 15  | 1  |
| San Luis FC · México | Total club    | Total club    | 14  | 1  | -  | - | 1  | 0 | 15  | 1  |
| Cruz Azul · México | 1.ª           | 2010-11       | 35  | 1  | -  | - | 6  | 0 | 41  | 1  |
| Cruz Azul · México | Total club    | Total club    | 35  | 1  | -  | - | 6  | 0 | 41  | 1  |
| Club Puebla · México | 1.ª           | 2011-12       | 31  | 1  | -  | - | -  | - | 31  | 1  |
| Club Puebla · México | Total club    | Total club    | 31  | 1  | -  | - | -  | - | 31  | 1  |
| Querétaro FC · México | 1.ª           | 2012-13       | 27  | 1  | 5  | 0 | -  | - | 32  | 1  |
| Querétaro FC · México | Total club    | Total club    | 27  | 1  | 5  | 0 | -  | - | 32  | 1  |
| Seattle Sounders Estados Unidos | 1.ª           | 2014          | 31  | 3  | 3  | 0 | -  | - | 34  | 3  |
| Seattle Sounders Estados Unidos | 1.ª           | 2015          | 28  | 1  | 3  | 0 | 2  | 0 | 33  | 1  |
| Seattle Sounders Estados Unidos | Total club    | Total club    | 59  | 4  | 6  | 0 | 2  | 0 | 65  | 4  |
| Total carrera | Total carrera | Total carrera | 357 | 14 | 18 | 0 | 51 | 3 | 426 | 17 |
| (1)Incluye datos de la Copa México, Campeón de Campeones (2004-05), InterLiga (2006 y 2009). (2)Incluye datos de la Liga Campeones CONCACAF (2007, 2010-11 y 2015-16), SuperLiga (2007-08), Copa Libertadores (2006, 2009 y 2010) y Copa Sudamericana (2005, 2008 y 2009). |               |               |     |    |    |   |    |   |     |    |

### Auxiliar y entrenador
| Club                        | País           | Año       |
| --------------------------- | -------------- | --------- |
| Seattle Sounders (Auxiliar) | Estados Unidos | 2017-2021 |
| Atlanta United              | Estados Unidos | 2021-2024 |
| Atlas                       | México         | 2025      |

#### Estadísticas (Entrenador)
| Equipo                        | Div.                | Temporada           | Liga  | Liga | Liga | Liga | Liga |       | Copa | Copa | Copa | Copa  |   | Internacional | Internacional | Internacional | Internacional | Internacional |   | Otros | Otros | Otros | Otros |    | Totales     | Totales | Totales | Totales | Totales | Totales | Totales | Totales | Totales |
| Equipo                        | Div.                | Temporada           | Part. | G    | E    | P    | Pos. | Part. | G    | E    | P    | Part. | G | E             | P             | Pos.          | Part.         | G             | E | P     | Part. | G     | E     | P  | Rendimiento | GF      | GC      | Dif.    | Ptos.   |         |         |         |         |
| ----------------------------- | ------------------- | ------------------- | ----- | ---- | ---- | ---- | ---- | ----- | ---- | ---- | ---- | ----- | - | ------------- | ------------- | ------------- | ------------- | ------------- | - | ----- | ----- | ----- | ----- | -- | ----------- | ------- | ------- | ------- | ------- | ------- | ------- | ------- | ------- |
| Atlanta United Estados Unidos | 1.ª                 | 2021                | 15    | 8    | 3    | 4    | 9.º  | -     | -    | -    | -    | -     | - | -             | -             | -             | 1             | 0             | 0 | 1     | 16    | 8     | 3     | 5  | 56.25%      | 23      | 17      | +6      | 27      |         |         |         |         |
| Atlanta United Estados Unidos | 1.ª                 | 2022                | 34    | 10   | 10   | 14   | 23.º | 2     | 1    | 0    | 1    | -     | - | -             | -             | -             | -             | -             | - | -     | 36    | 11    | 10    | 15 | 39.82%      | 56      | 57      | -1      | 43      |         |         |         |         |
| Atlanta United Estados Unidos | 1.ª                 | 2023                | 34    | 13   | 12   | 9    | 10.º | 1     | 0    | 0    | 1    | 2     | 0 | 1             | 1             | FG            | 3             | 1             | 0 | 2     | 40    | 14    | 13    | 13 | 45.83%      | 74      | 68      | +6      | 55      |         |         |         |         |
| Atlanta United Estados Unidos | 1.ª                 | 2024                | 16    | 4    | 4    | 8    | Inc. | 2     | 1    | 1    | 0    | -     | - | -             | -             | -             | -             | -             | - | -     | 18    | 5     | 5     | 8  | 37.04%      | 25      | 21      | +4      | 19      |         |         |         |         |
| Atlanta United Estados Unidos | Total               | Total               | 99    | 35   | 29   | 35   | -    | 5     | 2    | 1    | 2    | 2     | 0 | 1             | 1             | -             | 4             | 1             | 0 | 3     | 110   | 38    | 31    | 41 | 43.94%      | 178     | 163     | +15     | 145     |         |         |         |         |
| Atlas · México                | 1.ª                 | 2025-C              | 17    | 4    | 6    | 7    | 13.º | -     | -    | -    | -    | -     | - | -             | -             | -             | -             | -             | - | -     | 17    | 4     | 6     | 7  | 35.29%      | 25      | 32      | -7      | 18      |         |         |         |         |
| Atlas · México                | 1.ª                 | 2025-A              | 4     | 1    | 1    | 2    | Inc. | -     | -    | -    | -    | 3     | 0 | 0             | 3             | FG            | -             | -             | - | -     | 7     | 1     | 1     | 5  | 19.05%      | 10      | 20      | -10     | 4       |         |         |         |         |
| Atlas · México                | Total               | Total               | 21    | 5    | 7    | 9    | -    | -     | -    | -    | -    | 3     | 0 | 0             | 3             | -             | -             | -             | - | -     | 24    | 5     | 7     | 12 | 30.55%      | 35      | 52      | -17     | 22      |         |         |         |         |
| Total en su carrera           | Total en su carrera | Total en su carrera | 120   | 40   | 36   | 44   | -    | 5     | 2    | 1    | 2    | 5     | 0 | 1             | 4             | -             | 4             | 1             | 0 | 3     | 134   | 43    | 38    | 53 | 41.54%      | 213     | 215     | -2      | 167     |         |         |         |         |
| 1. 2. 3.                      |                     |                     |       |      |      |      |      |       |      |      |      |       |   |               |               |               |               |               |   |       |       |       |       |    |             |         |         |         |         |         |         |         |         |

##### Resumen por competencias
| Competición   | Partidos | Ganados | Empatados | Perdidos | %      |
| ------------- | -------- | ------- | --------- | -------- | ------ |
| MLS           | 99       | 35      | 29        | 35       | 45.11% |
| MLS Cup       | 4        | 1       | 0         | 3        | 25%    |
| U.S. Open Cup | 5        | 2       | 1         | 2        | 46.67% |
| Liga MX       | 21       | 5       | 7         | 9        | 34.92% |
| Leagues Cup   | 5        | 0       | 1         | 4        | 6.67%  |
| TOTAL         | 134      | 43      | 38        | 53       | 41.54% |

## Selección nacional

### Sub-23
Formó parte de la Selección Sub-23 que conquistó el Preolímpico de Concacaf de 2004 en el Estadio Jalisco y obtuvo el boleto a los Juegos Olímpicos de Atenas 2004. 
En Atenas, participó en dos de los tres encuentros que disputó el Tricolor en fase de grupos.
| Certamen     | Sede   | Resultado      | Partidos | Goles |
| ------------ | ------ | -------------- | -------- | ----- |
| JJ. OO. 2004 | Atenas | Fase de grupos | 2        | 0     |

| Fecha        | Estadio                                | Encuentro | Resultado |
| ------------ | -------------------------------------- | --------- | --------- |
| 14 de agosto | Estadio Georgios Karaiskakis, El Pireo | Fecha 2   | 1-0       |
| 17 de agosto | Estadio Panthessaliko, Volos           | Fecha 3   | 2-3       |

### Absoluta
Luego de asistir a los Juegos Olímpicos, fue considerado por Ricardo La Volpe, entrenador de la Selección Mexicana, para participar en los juegos de Clasificación de Concacaf para la Copa Mundial de Fútbol de 2006 en los meses de septiembre y octubre de 2004.
Debutó con el Tricolor el 8 de septiembre de 2004, ante Trinidad y Tobago en Hasely Crawford Stadium (Puerto España, Trinidad). Pineda ingresó al minuto 74 y el conjunto mexicano ganó 1-3.
Con el Tricolor asistió a la Copa FIFA Confederaciones 2005 (Alemania), a Copa de Oro de la Concacaf 2005 (Estados Unidos), a la Copa Mundial de Fútbol de 2006 (Alemania) y a Copa América 2007 (Venezuela); además, acudió y participó en partidos amistosos y en juegos por la Clasificación de Concacaf para la Copa Mundial de Fútbol de 2006 y Clasificación de Concacaf para la Copa Mundial de Fútbol de 2010.
Pineda jugó 45 partidos, el último fue ante Belice el 21 de junio de 2008, en un encuentro realizado en el Estadio Universitario (San Nicolás de los Garza, Nuevo León); inició como titular, fue sustituido por Antonio Naelson "Sinha" y México ganó 7-0.
|                    | PJ | Minutos | Goles | Asistencias | Periodo   |
| ------------------ | -- | ------- | ----- | ----------- | --------- |
| Selección mexicana | 45 | 2,617   | 1     | 0           | 2004-2008 |

#### Gol
| Fecha               | Rival    | Gol | Resultado | Competencia                     |
| ------------------- | -------- | --- | --------- | ------------------------------- |
| 17 de julio de 2005 | Colombia |     | 1-2       | Copa de Oro de la Concacaf 2005 |

### Participación en Copa del Mundo
| Mundial                        | Sede     | Resultado        | Partidos | Goles |
| ------------------------------ | -------- | ---------------- | -------- | ----- |
| Copa Mundial de Fútbol de 2006 | Alemania | Octavos de final | 4        | 0     |

| Fecha       | Estadio                          | Encuentro      | Resultado    |
| ----------- | -------------------------------- | -------------- | ------------ |
| 11 de junio | Frankenstadion, Núremberg        | Fecha 1        | 3-1          |
| 16 de junio | HDI-Arena, Hannover              | Fecha 2        | 0-0          |
| 21 de junio | Arena auf Schalke, Gelsenkirchen | Fecha 3        | 2-1          |
| 24 de junio | Zentralstadion, Leipzig          | 8vos. de final | 2-1 (a.e.t.) |

### Participación en torneos internacionales
| Competencia                     | Categoría | Sede                          | Resultado        | Partidos | Goles |
| ------------------------------- | --------- | ----------------------------- | ---------------- | -------- | ----- |
| Juegos Olímpicos de 2004        | Sub-23    | Grecia                        | Fase de grupos   | 2        | 0     |
| Copa FIFA Confederaciones 2005  | Absoluta  | Alemania                      | Cuarto lugar     | 4        | 0     |
| Copa de Oro de la Concacaf 2005 | Absoluta  | Estados Unidos                | Cuartos de final | 3        | 1     |
| Eliminatorias Mundial 2006      | Absoluta  | Norte, Centroamérica y Caribe | Clasificado      | 9        | 0     |
| Copa Mundial de fútbol de 2006  | Absoluta  | Alemania                      | Octavos de final | 4        | 0     |
| Copa América 2007               | Absoluta  | Venezuela                     | Tercer lugar     | 3        | 0     |
| Eliminatorias Mundial 2010      | Absoluta  | Norte, Centroamérica y Caribe | Clasificado      | 2        | 0     |
| Total                           | –         | –                             | –                | 27       | 1     |

## Palmarés

### Futbolista

#### Campeonatos nacionales
| Categoría                  | Título                       | Club             | País           |
| -------------------------- | ---------------------------- | ---------------- | -------------- |
| Primera División de México | Clausura 2004                | UNAM             | México         |
| Primera División de México | Campeón de Campeones 2003-04 | UNAM             | México         |
| Primera División de México | Apertura 2004                | UNAM             | México         |
| Primera División de México | Apertura 2006                | Club Guadalajara | México         |
| Lamar Hunt U.S. Open Cup   | U.S. Open Cup 2014           | Seattle Sounders | Estados Unidos |
| Major League Soccer        | Supporter's Shield 2014      | Seattle Sounders | Estados Unidos |

#### Campeonato internacional
| Título                          | Club             | Sede   | Año  |
| ------------------------------- | ---------------- | ------ | ---- |
| Preolímpico de Concacaf de 2004 | Selección Sub-23 | México | 2004 |

#### Otros
| Título                   | Club             | Sede           | Año  |
| ------------------------ | ---------------- | -------------- | ---- |
| Trofeo Santiago Bernabéu | UNAM             | España         | 2004 |
| InterLiga                | Club Guadalajara | Estados Unidos | 2009 |